# Amblychia nefrens
Amblychia nefrens är en fjärilsart som beskrevs av Louis Beethoven Prout 1929. Amblychia nefrens ingår i släktet Amblychia och familjen mätare. Inga underarter finns listade i Catalogue of Life.